# Naučná stezka Vítězslava Nováka
Naučná stezka Vítězslava Nováka je naučná stezka, která spojuje Kamenici nad Lipou s osadou Johanka. Svůj název dostala podle kamenického rodáka, hudebního skladatele Vítězslava Nováka. Její celková délka je cca 3 km a na trase má 12 zastavení. K slavnostnímu otevření došlo v dubnu 2006 a navazuje na starší Stezku Vítězslava Nováka z roku 1984.

## Vedení trasy
Trasa začíná v Kamenici nad Lipou na náměstí Československé armády, odkud pokračuje po hrázi Zámeckého rybníka po silnici II/639 (směr Častrov). Hned za hrází se však stáčí doleva a lesní cestou míří podél rybníka a proti proudu Kamenice do osady Rudolfova Pila. Tady se dostává na silničku, kterou okolo Pecovského a Dvouhrázného rybníka míří do osady Johanka, kde končí.

## Zastavení
- Úvodní zastavení u zámku
- Významné stromy LČR
- Vodní plochy, mokřady, potoky
- Ptačí budky
- Památné stromy a chráněná území
- Rostlinná říše
- Živočišná říše
- Stromy
- Lesní hospodářství
- Litorální pásmo Pecovského rybníka
- Územní systém ekologické stability
- Vítězslav Novák